# Corey Allmond
Corey Frederick Allmond (Oxon Hill, 20 gennaio 1988) è un ex cestista statunitense.